# Gwinea na Letnich Igrzyskach Olimpijskich 2020
Gwinea na Letnich Igrzyskach Olimpijskich 2020 – występ kadry sportowców reprezentujących Gwineę na igrzyskach olimpijskich, które odbyły się w Tokio w Japonii, w dniach 23 lipca - 8 sierpnia 2021 roku.
Reprezentacja Gwinei liczyła pięciu zawodników - trzy kobiety i dwóch mężczyzn, którzy wystąpili w 4 dyscyplinach.
Był to dwunasty start Gwinei na letnich igrzyskach olimpijskich.

## Reprezentanci

### Judo
| Zawodnik          | Konkurencja     | 1/16                               | 1/8              | Ćwierćfinały     | Półfinały        | Repasaż 1        | Repasaż 2        | Repasaż 3        | Finał            | Pozycja |
| Zawodnik          | Konkurencja     | Przeciwnik Wynik                   | Przeciwnik Wynik | Przeciwnik Wynik | Przeciwnik Wynik | Przeciwnik Wynik | Przeciwnik Wynik | Przeciwnik Wynik | Przeciwnik Wynik | Pozycja |
| ----------------- | --------------- | ---------------------------------- | ---------------- | ---------------- | ---------------- | ---------------- | ---------------- | ---------------- | ---------------- | ------- |
| Mamadou Samba Bah | -73 kg mężczyzn | Tsend-Ochiryn Tsogtbaatar IPP 0:10 | NQ               | NQ               | NQ               | NQ               | NQ               | NQ               | NQ               | 17-32.  |

### Lekkoatletyka
| Zawodnik           | Konkurencja          | Runda 1  | Runda 1 | Półfinał | Półfinał | Finał    | Finał   | Pozycja |
| Zawodnik           | Konkurencja          | Rezultat | Pozycja | Rezultat | Pozycja  | Rezultat | Pozycja | Pozycja |
| ------------------ | -------------------- | -------- | ------- | -------- | -------- | -------- | ------- | ------- |
| Aïssata Deen Conte | Bieg na 100 m kobiet | 12.43    | 7.      | NQ       | NQ       | NQ       | NQ      | -       |

### Pływanie
| Zawodnik      | Konkurencja                  | Eliminacje | Eliminacje | Półfinał | Półfinał | Finał | Finał   | Pozycja |
| Zawodnik      | Konkurencja                  | Czas       | Miejsce    | Czas     | Miejsce  | Czas  | Miejsce | Pozycja |
| ------------- | ---------------------------- | ---------- | ---------- | -------- | -------- | ----- | ------- | ------- |
| Mamadou Bah   | 50 m st. dowolnym mężczyzn   | 26.52      | 5.         | NQ       | NQ       | NQ    | NQ      | 61.     |
| Mariama Touré | 100 m st. grzbietowym kobiet | DNS        | DNS        | NQ       | NQ       | NQ    | NQ      | -       |

### Zapasy
| Zawodnik               | Konkurencja                   | 1/8                | Ćwierćfinał      | Półfinał         | Repasaż                         | Finał/BM         | Finał/BM |
| Zawodnik               | Konkurencja                   | Przeciwnik Wynik   | Przeciwnik Wynik | Przeciwnik Wynik | Przeciwnik Wynik                | Przeciwnik Wynik | Miejsce  |
| ---------------------- | ----------------------------- | ------------------ | ---------------- | ---------------- | ------------------------------- | ---------------- | -------- |
| Fatoumata Yarie Camara | - 57 kg kobiet w stylu wolnym | Risako Kawai P 2-8 | NQ               | NQ               | Boldsajchany Chongordzul P 0-10 | NQ               | NQ       |